# Tommy Macias
Tommy Macias (Boo, 20 de enero de 1993) es un deportista sueco que compite en judo.
Ganó una medalla de plata en el Campeonato Mundial de Judo de 2021 y cuatro medallas en el Campeonato Europeo de Judo entre los años 2017 y 2020. En los Juegos Europeos de Minsk 2019 obtuvo una medalla de oro en la categoría de –73 kg.

## Palmarés internacional
| Campeonato Mundial | Campeonato Mundial      | Campeonato Mundial | Campeonato Mundial |
| Año                | Lugar                   | Medalla            | Categoría          |
| ------------------ | ----------------------- | ------------------ | ------------------ |
| 2021               | Budapest (Hungría)      | Medalla de plata   | –73 kg             |
| Juegos Europeos    |                         |                    |                    |
| Año                | Lugar                   | Medalla            | Categoría          |
| 2019               | Minsk (Bielorrusia)     | Medalla de oro     | –73 kg             |
| Campeonato Europeo |                         |                    |                    |
| Año                | Lugar                   | Medalla            | Categoría          |
| 2017               | Varsovia (Polonia)      | Medalla de bronce  | –73 kg             |
| 2018               | Tel Aviv (Israel)       | Medalla de bronce  | –73 kg             |
| 2019               | Minsk (Bielorrusia)     | Medalla de oro     | –73 kg             |
| 2020               | Praga (República Checa) | Medalla de bronce  | –73 kg             |